# Players (film)
Players è un film del 2024 diretto da Trish Sie.
La pellicola è una commedia romantica di produzione statunitense con protagonisti Gina Rodriguez, Damon Wayans Jr. e Tom Ellis.

## Trama
Mack è una giornalista sportiva di New York che da anni si diverte a sfidare il suo migliore amico Adam nell’arte del rimorchio. Ma quando conosce Nick, un corrispondente di guerra, Mack si trova a dover scegliere se continuare la sua vita avventurosa o impegnarsi in una relazione.

## Produzione
Nel marzo 2021 è stato annunciato che Gina Rodriguez, Damon Wayans Jr. e Tom Ellis avrebbero recitato in una commedia romantica per Netflix intitolata Players.
Le riprese si sono svolte a New York dal luglio al settembre 2021.

## Promozione
Il primo trailer del film è stato diffuso l'11 gennaio 2024.

## Distribuzione
Il film è stato distribuito sulla piattaforma Netflix dal 14 febbraio 2024.